# Starke (Florida)
Starke ist eine Stadt und zudem der County Seat des Bradford County im US-Bundesstaat Florida. Das U.S. Census Bureau hat bei der Volkszählung 2020 eine Einwohnerzahl von 5.796 ermittelt.

## Geographie
Starke liegt rund 50 Kilometer südwestlich von Jacksonville.

## Geschichte
Das Eisenbahnzeitalter im heutigen Starke begann 1858 mit dem Bau der Florida Railroad von Fernandina hierher. Im Folgejahr wurde die Strecke nach Gainesville und 1861 bis nach Cedar Key verlängert. Bei der ersten Volkszählung von 1860 wurden 138 Einwohner registriert, von denen die Hälfte aus Georgia und South Carolina zugewandert war. 1861 wurde Starke zum County Seat des neu gegründeten Bradford County erhoben.

## Demographische Daten
Laut der Volkszählung 2010 verteilten sich die damaligen 5449 Einwohner auf 2492 Haushalte. Die Bevölkerungsdichte lag bei 291,4 Einw./km². 65,8 % der Bevölkerung bezeichneten sich als Weiße, 29,2 % als Afroamerikaner, 0,3 % als Indianer und 1,1 % als Asian Americans. 1,0 % gaben die Angehörigkeit zu einer anderen Ethnie und 2,6 % zu mehreren Ethnien an. 3,8 % der Bevölkerung bestand aus Hispanics oder Latinos.
Im Jahr 2010 lebten in 32,4 % aller Haushalte Kinder unter 18 Jahren sowie in 30,4 % aller Haushalte Personen mit mindestens 65 Jahren. 63,2 % der Haushalte waren Familienhaushalte (bestehend aus verheirateten Paaren mit oder ohne Nachkommen bzw. einem Elternteil mit Nachkomme). Die durchschnittliche Größe eines Haushalts lag bei 2,47 Personen und die durchschnittliche Familiengröße bei 3,08 Personen.
26,7 % der Bevölkerung waren jünger als 20 Jahre, 23,9 % waren 20 bis 39 Jahre alt, 24,6 % waren 40 bis 59 Jahre alt und 24,7 % waren mindestens 60 Jahre alt. Das mittlere Alter betrug 39 Jahre. 46,7 % der Bevölkerung waren männlich und 53,3 % weiblich.
Das durchschnittliche Jahreseinkommen lag bei 27.026 $, dabei lebten 33,6 % der Bevölkerung unter der Armutsgrenze.
Im Jahr 2000 war Englisch die Muttersprache von 98,65 % der Bevölkerung und spanisch sprachen 1,35 %.

## Sehenswürdigkeiten
Das Call Street Historic District, das Old Bradford County Courthouse und der Woman’s Club of Starke sind im National Register of Historic Places gelistet.

## Persönlichkeiten
- Ben Sternberg (1914–2004), Generalmajor der United States Army

## Verkehr
Starke wird vom U.S. Highway 301 (SR 200) und den Florida State Roads 16, 100 und 230 durchquert.
Der nächste Flughafen ist der rund 30 Kilometer südwestlich gelegene Gainesville Regional Airport.

## Kriminalität
Die Kriminalitätsrate lag im Jahr 2010 mit 250 Punkten (US-Durchschnitt: 266 Punkte) im durchschnittlichen Bereich. Es gab fünf Raubüberfälle, 14 Körperverletzungen, 23 Einbrüche, 215 Diebstähle und fünf Autodiebstähle. Auf dem Stadtgebiet befindet sich das Florida State Prison, das in den späten 1980er Jahren durch den Prozess gegen Ted Bundy Bekanntheit erlangte, der schließlich als Serienmörder auf dem elektrischen Stuhl hingerichtet wurde.